# Kpandu
Kpandu (auch Kpando) ist eine kleine Stadt in Ghana in der Volta Region mit ca. 16.000 Einwohnern.

## Geografie
Kpandu liegt an den Ufern des Volta-Sees und hat Bedeutung für die Binnenschifffahrt. Die Fährschiffe können hier aufgrund des niedrigen Wasserstandes nicht an das Ufer heranfahren. Reisende und Händler müssen daher mit kleinen Booten zu den weiter im Volta-Stausee liegenden Fähren übersetzen.

## Geschichte
In Kpandu stehen heute noch Gebäude deutscher Kolonialarchitektur, da die Volta-Region von 1884 bis 1914 zur Kolonie Deutsch-Togo des Deutschen Kaiserreiches gehörte. Nach dem Ersten Weltkrieg fiel die Volta-Region unter britische Herrschaft und entschied sich 1956 für die Zugehörigkeit zum neuen Staat Ghana.

## Infrastruktur

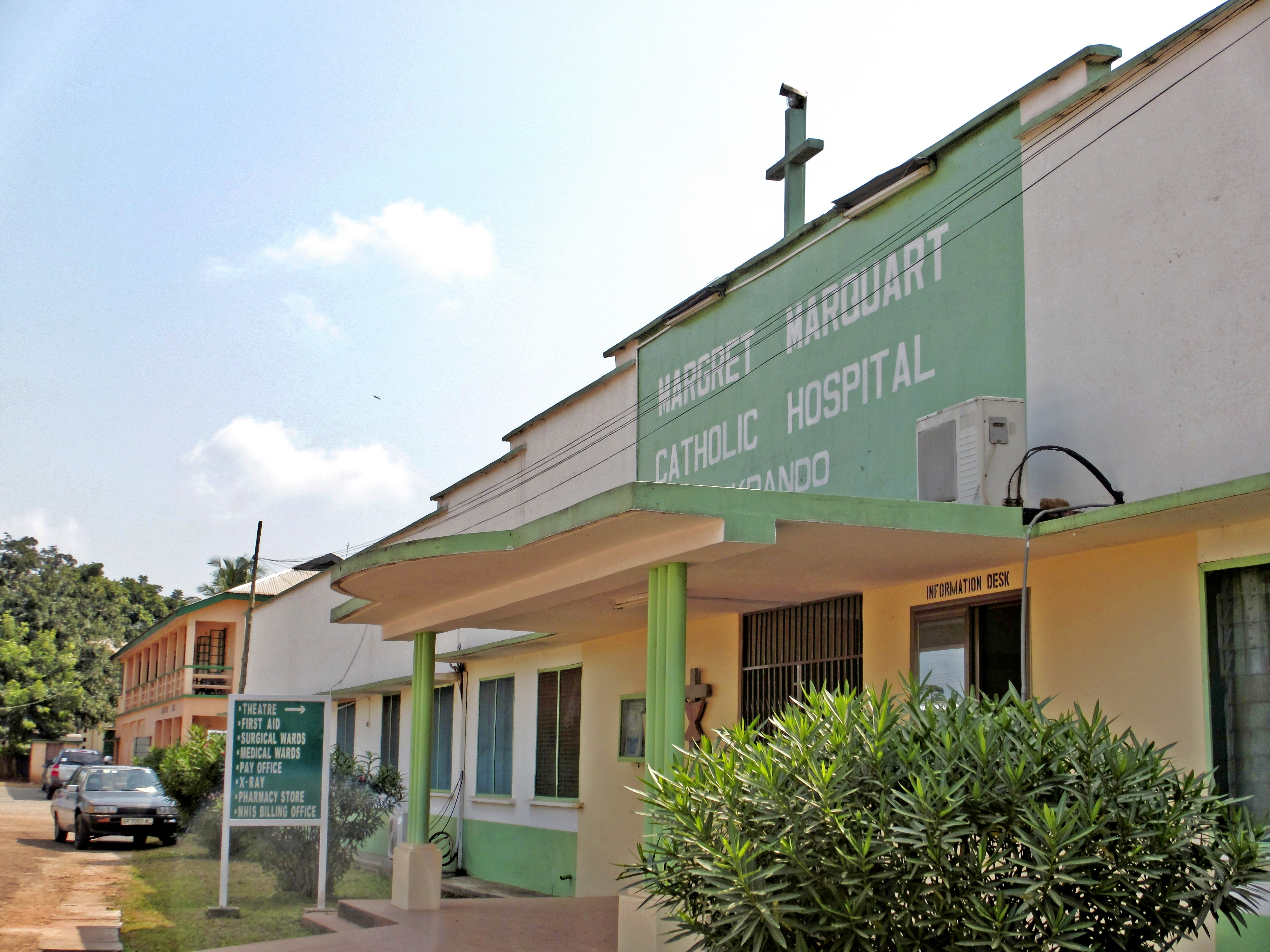
Catholic Hospital in Kpando

Im Jahr 1960 wurde in Kpandu von der deutschen Missionsärztin Margret Marquart und den österreichischen Krankenschwestern Anita Linninger und Phili Fuchs ein Krankenhaus gegründet, das zunächst Kpando Hospital hieß und seit 1982 zu Ehren der Gründerin und langjährigen Chefärztin den Namen Margret-Marquart-Catholic-Hospital (MMCH) trägt.

## Sehenswürdigkeiten
Die Grotten von Kpandu sind für Touristen in Ghana ein beliebter Ausflugsort. Die größere der beiden in der Nähe von Kpandu gelegenen Höhlen mit dem Namen Agbenohoe ist ein katholischer Wallfahrtsort und wurde der Marienverehrung geweiht. Die kleinere ist ein von verschiedenen christlichen Kirchen genutzter Pilgerort und liegt im Stadtteil Aziavi.

## Persönlichkeiten
- Anthony Kwami Adanuty (* 1940), Bischof